# Last Quarter Moon
Last Quarter Moon è il primo album della cantautrice italiana Chiara Civello, pubblicato nel 2005 dalla Verve Records.

## Tracce
Tutte le canzoni sono state scritte da Chiara Civello, eccetto laddove diversamente indicato.
1. Here is everything - 4:55
2. The Wrong Goodbye - 4:22
3. Ora - 5:30 (Chiara Civello - Alex Alvear)
4. Caramel - 3:03 - (Suzanne Vega)
5. Parole Incerte - 6:26
6. Last Quarter Moon - 4:13
7. Nature Song - 4:17
8. In Questi Giorni - 3:03
9. Sambaroma - 1:34 - (Chiara Civello - Tino Derado)
10. Trouble - 4:13 - (Burt Bacharach - Chiara Civello)
11. Outono - 3:44 (Rosa Passos - Fernando de Oliveira)
12. I Won't Run Away - 2:37

## Formazione
- Chiara Civello - voce, pianoforte, Fender Rhodes, percussioni, violoncello
- Daniel Jobim - voce
- Clarence Penn - batteria
- Alan Mallet - pianoforte, Fender Rhodes
- Larry Goldings - organo Hammond
- Steve Gadd - batteria
- Alex Alvear - basso, melodica, cori
- Guilherme Monteiro - chitarra
- Adam Rogers - chitarra
- Rob Mounsey - tastiera
- Jamey Haddad - percussioni, campana
- Paulo Braga - batteria
- Ben Street - basso
- Dan Rieser - batteria
- Mike Mainieri - vibrafono
- Mark Stewart - violoncello
- Miguel Zanon - sax alto

## Classifiche
| Paese  | Posizione massima |
| ------ | ----------------- |
| Italia | 62                |